# Эд-Даур
Эд-Даур (араб. الدور‎) — город в Ираке (мухафаза Салах-эд-Дин). Населён в основном арабами.
В городе имеется жилмассив, построенный в 1980-х годах южнокорейской компанией Hyundai Engineering and Construction. Также в Дауре находится один из четырех крупнейших нефтеперерабатывающих заводов довоенного Ирака, причём практически не пострадавший во время войны (самые крупные из 11 нефтеперерабатывающих заводов Ирака — заводы в Баджи Нот, в Басре, в Дауре и Насириахе, правда заводы в Басре и Насириахе сильно пострадали во время военных действий и до середины 2013 года полностью не восстановлены).
Во время Иракской войны 13 декабря 2003 года в ходе операции «Красный рассвет» в городе Эд-Даур силами Коалиции был арестован свергнутый президент Ирака Саддам Хусейн.